# William Gouge
William Gouge (Bow (Londra), 1º novembre 1575 – 1670) è stato un religioso e predicatore inglese, autore di un celebre trattato Of Domesticall Duties (1622), molto discusso nella sua epoca. partecipò all'Assemblea di Westminster.

## Biografia
Nato nella parrocchia di St. Mary, a Stratfodrd-le-Bow (Middlesex), era il più grande di tre figli; la sua famiglia, Thomas Gouge e sua moglie Elizabeth Culverwell, apparteneva alla classe sociale di piccoli proprietari terrieri degli yeoman.

Iniziò la sua educazione alla St Paul's School (Londra), tuttavia, nel 1586, quando lo zio materno Ezekiel Culverwell, fu nominato cappellano di Robert Rich, I conte di Warwick, trasferendosi nel villaggio di Little Leighs (Essex), anche suo nipote si trasferì presso la scuola indipendente di Felsted School nel villaggio di Felsted, dove studiò nei successivi tre anni sotto l'insegnamento dello zio, per poi trasferirsi all'Eton College dove studiò altri sei anni. Nel 1595 fece il suo ingresso al King's College di Cambridge, dove conseguì il Bachelor of Arts nel 1598 ed il Master of Arts nel 1602.
Divenuto Fellow il 25 agosto 1598, diventò subito famoso come difensore della filosofia di Ramusio, e, a causa della sua condotta di vita estremamente morigerata e aderente alla fede puritana, si guadagnò il soprannome di Arcipuritano, come testimonia nelle sue memorie suo figlio, Thomas Gouge. Diventato lettore di logica e filosofia, imparò la lingua ebraica della quale fu l'unico a possedere le conoscenze necessarie per l'insegnamento, che apprese da un altro fellow di origine ebraica.

Sebbene con riluttanza, nel 1604 William Gouge lasciò Cambridge su richiesta del padre il quale desiderava che il figlio si sposasse con la diciassettenne Elizabeth Calton (o Caulton), i due si sposarono l'11 febbraio 1604. Nonostante probabilmente questo matrimonio forzato e l'onere dell'amministrazione del patrimonio di famiglia sembra abbiano provocato una forte crisi spirituale, tuttavia Gouge riuscì a prendere gli ordini sacri nel 1607, e, su raccomandazione del celebre predicatore puritano Arthur Hildersham, gli venne assegnato l'incarico di ministro della chiesa londinese di St Ann Blackfriars, considerata una vera e propria "roccaforte" della fede puritana a Londra ed il cui attuale ministro, il celebre predicatore Stephen Egerton, noto per le sue violente invettive per la riforma della Chiesa Anglicana, aveva deciso di manifestare il proprio malcontento astenendosi dalla predicazione e dalle funzioni a partire dal 1605.

La chiesa di St. Ann Blackfriars manteneva molti antichi privilegi non essendo sotto il diretto controllo del vescovo, ai quali si aggiunse il trasferimento dell'intera proprietà in favore dei parrocchiani nel 1607 da parte del titolare della chiesa, Sir George Moore, che così acquisirono anche il diritto di eleggere e finanziare il proprio ministro. Ben presto la fama di predicatore di Gouge si diffuse in tutta Londra, attirando un gran numero di parrocchiani ai suoi sermoni settimanali. l'11 luglio 1609, Gouge divenne Master of Arts presso l'Università di Oxford e nel 1611 Bachelor of Divinity in quella di Cambridge.

### L'attività di cura editoriale e la pubblicazione deOf Domesticall Duties(1622)
A partire dal 1615, in veste di figura di spicco di quel calvinismo più ortodosso in un'epoca in cui esso era sottoposto a dura prova, egli si espose a numerosi attacchi: in primo luogo pubblicò, in forma anonima, l'opera The Whole-Armour of God, A Short Catechisme, che fu ben accolta avendo raggiunto nel 1636 la sesta edizione. Nel 1618 si espose ulteriormente alle critiche di estrema ortodossia rifiutando si leggere le Declaration of Sports, imposta a livello nazionale nel 1617 per volere di Giacomo I, nel quale si dichiaravano quali fossero le attività ludiche e ricreative consentite nei giorni di sabato e in tutte le altre festività religiose. Successivamente fu editore e curatore di una prefazione all'opera del giurista e politico Sir Henry Finch, dal titolo An Exposition of the Song of Solomon, comparsa anch'essa anonima. A partire dal 1617 la popolarità di Gouge come predicatore attrasse talmente tanti fedeli da richiedere che la chiesa venisse ampliata e a tal proposito i suoi parrocchiano raccolsero una somma di circa 1.500 pound con i quali venne acquistato anche il terreno antistante la chiesa e l'abitazione nella quale Gouge era sempre vissuto al suo arrivo a Londra.

Nel 1621 Gouge fu editore di un'altra opera di Finch, dal titolo The Worlds Great Restauration, or, The Calling of the Jewes, pubblicato anch'esso in forma anonima. Questa avvertenza tuttavia non scongiurò l'arresto per sei settimane di Finch, il quale aveva provocato le ire di re Giacomo I, preconizzando nelle pagine dell'opera il ritorno in un futuro prossimo del potere temporale del popolo ebraico il quale, dopo essersi convertito in massa al Cristianesimo, avrebbe istituito un nuovo regno che avrebbe governato su tutte le nazioni del mondo. Anche Gouge fu condannato alla prigione per nove settimane, dietro l'accusa dell'allora Vescovo di Durham Richard Neile e fu liberato solo dopo aver redatto sei proposizioni nelle quali abiurava il contenuto del libro di Finch e che vennero sottoposte all'Arcivescovo di Canterbury George Abbot, che le trovò adeguate.

Alla morte di Egerton nel 1621, Gouge gli succedette ufficialmente come ministro e predicatore di St. Ann Blackfriars, e nel 1622 comparve il suo trattato più famoso e popolare: Of Domesticall Duties, in quest'opera, appartenente al genere dei Conduct book, ovvero trattati di educazione alle norme sociali vigenti, l'autore, sotto una patina di forte tradizionalismo patriarcale, teorizza tuttavia una pari condanna dell'adulterio sia maschile che femminile, e promuove l'unione matrimoniale basata unicamente sul sentimento e non sull'imposizione famigliare, e a tale scopo incoraggia la conoscenza prematrimoniale dei futuri coniugi per scoprire eventuali affinità o divergenze. Questa visione del matrimonio e della famiglia, fondata su una unione intellettuale e spirituale tra uomo e donna, si ispira alla tradizione umanistica, in particolare quella di Erasmo, il quale nei suoi trattati si era schierato contro il celibato monastico e sacerdotale considerato, in termini aristotelici come innaturale. Gouge attribuisce quindi pari dignità tra marito e moglie nei loro e doveri religiosi legati alla famiglia ed in particolare riguardo a quelli relativi all'educazione dei figli e alla gestione della servitù. Resta tuttavia sottolineare che, tra tutti gli autori puritani di opere apologetiche sui doveri religiosi e morali della famiglia, Gouge rimane il più rigidamente patriarcale, affermando comunque la superiorità gerarchica del marito, considerato il re della famiglia, la cui autorità se sfidata dalla moglie, "suo Vicario", dà vita ad una "famiglia deformata".

Nel 1623 Gouge, in collaborazione con il teologo anglicano Richard Sibbes, scrive una prefazione all'opera dello zio Ezekiel Culverwell, dal titolo A Treatise of Faith, nel quale riconosce la forte influenza di quest'ultimo sulla sua formazione religiosa e teologica.

Il 26 ottobre 1625 muore ad Edgware sua moglie Elizabeth, mentre da alla luce il loro tredicesimo figlio (sette maschi e sei femmine), dei quali solamente otto raggiungeranno l'età adulta; dopo questa perdita, Gouge non si risposerà mai più.

Con i due trattati dal titolo God's Three Arrows (1631) e The Saints Sacrifice (1632), Gouge si concentra nello studio dell'esposizione del Vangelo di Giovanni.

Con l'elezione di William Laud alla carica di Arcivescovo di Canterbury, l'attività pubblicistica di Gouge così come quella a difesa della fede puritana si limitarono ad un profilo molto basso, probabilmente perché Gouge comprese di essere una figura suscettibile di attacchi pubblici da parte della politica fortemente anti-puritana del vescovo Laud.

### L'Assemblea di Westminster e la Guerra Civile Inglese
Fu solo poco prima dello scoppio della Guerra civile inglese e la messa sotto accusa di Laud (1640) ed il suo successivo arresto (1641), che Gouge si fece coinvolgere, probabilmente dal suo protettore di lunga data, Robert Rich, II conte di Warwick ( a cui aveva dedicato il suo trattato God's Three Arrows), a partecipare a paritre dal 12 giugno 1643 all'Assemblea di Westminster, nella quale sarà assiduamente presente, nonostante ormai la veneranda età di quasi settant'anni e gravi problemi di salute. Nel 1644 venne nominato nel comitato per l'esamina dei ministri della fede e il 12 maggio 1645 fu all'interno del comitato eletto per stilare la professione di fede dell'Assemblea e in quello stesso anno rifiutò la nomina a prevosto per il King's College a Cambridge. Il 26 novembre 1647 venne nominato al posto del defunto Herbert Palmer come uno dei due presidenti dell'Assemblea. L'8 dicembre 1647, venne eletto, insieme a Cornelius Burges, uno dei due Prolocutori dell'Assemblea.

Dopo aver abbracciato all'interno dell'Assemblea la fazione favorevole al presbiterianesimo, fu nominato all'interno di un comitato di studiosi e ministri che avevano lo scopo di dimostrare i fondamenti teorici e religiosi di questa dottrina il 21 giugno 1648. Dopo aver aderito alla Solemn League and Covenant, fu nominato suo Prolocutore durante la prima assemblea provinciale a Londra il 3 maggio 1647.

Dopo l'arresto di Carlo I per volere del Parlamento inglese dominato da Oliver Cromwell, Gouge rimase scioccato dal precipitare degli eventi e come molte altre figure di spicco del presbiterianesimo, continuò a professare apertamente la sua fede monarchica. A questo proposito firmò con Cornelius Burges una petizione dal titolo A vindication of the ministers of the Gospel in and about London (1648) in risposta ai preparativi per organizzare il processo contro il sovrano incarcerato considerandoli incostituzionali e contrari ai principi che avevano ispirato la stessa opposizione parlamentare.

Affetto ormai da tempo sia dall'asma che da calcoli, Gouge smise la sua attività di predicatore anche se continuò ad occuparsi di questioni religiose lavorando ad un commento all'Episola agli Ebrei durante le ultime settimane prima di morire, il 12 dicembre 1653. Il 16 dicembre venne sepolto nella sua chiesa e l'orazione funebre fu pronunciata dal suo assistente per dodici anni, William Jenkyn.

## Opere
- The Whole Armor of God (1616)
- Of Domesticall Duties (1622)
- A Guide to Goe to God (1626)
- The dignitie of chiualrie (1626)
- God’s Three Arrows (1631)
- The Saints Sacrifice (1632)
- A Short Catechism (1635)
- ‘A Recovery from Apostacy (1639)
- The Sabbath's Sanctification (1641)
- The Saints Support (1642)
- The Progress of Divine Providence (1645)
- A learned and very useful commentary on the whole epistle to the Hebrews - postumo - (1655)